# Chatino
Chatino (Sebe zovu Kitse cha’tnio =“palabra trabajosa”, “palabra difícil”,  “trabajo de las palabras”) je indijanski narod iz jugozapadne Oaxace, Meksiko, jezično srodni Zapotecima. -Chatinosi su stara populacija Oaxace o kojima se govori kao o nekoj 'ratničkoj naciji, koja je ratovala protiv svojih susjeda, kao što su Zapoteci i Mixteci. Oni se danas služe sa 6 različitih chatino jezika, to su: Chatino de la Zona Alta Occidental ili Chatino, Chatino de Lachao-Yolotepec, Chatino de Nopala, Chatino de Tataltepec, Chatino de Yaitepec, Chatino de Zacatepec i Chatino de Zenzontepec. 
Kulturno su Chatinosi dosta slični Zapotecima. Obitelji prakticiraju život na selu. Danas je to agrikulturan narod, uzgajivači kukuruza, rajčica, čili-papričica i graha. U distriktu Juquila bave se plantažnim uzgojem kave. Jaja i kokoši koje uzgajaju glavni su izvor proteina. Lončarstvo i tkalaštvo je rijetko. Chatino-tkanje svelo se tu i tamo tek na izradu pojaseva. Odjeća je tipična za meksičkog seljaka, od bijelog pamuka za muškarca, i dugih haljina i bluza strojno rađenih za žene. Religija im je rimokatolička s elementima starih indijanskih vjerovanja, a ima i animizma.
Ima ih oko 10,000 naseljenih u municipijima: Santos Reyes Nopala, San Juan Quiahije, San Miguel Panixtlahuaca, Santiago Yaitepec, Santa Cruz Zezontepec, San Juan Lachao, Santa María Temaxcaltepec, Santa Catarina Juquila y Tataltepec de Valdez.

## Vanjske poveznice
- Chatinos  Arhivirana inačica izvorne stranice od 21. svibnja 2006. (Wayback Machine)
- Chatinos  Arhivirana inačica izvorne stranice od 30. svibnja 2006. (Wayback Machine)
- Los chatinos[neaktivna poveznica]